# Ermengarda de Borgoña
Ermengarda de Borgoña (h. 905-h. 945) fue, por su matrimonio, en 928, con Gilberto de Chalon, la tercera duquesa de Borgoña.

## Orígenes y ascendientes
Ermengarda de Borgoña pertenecía a la dinastía de los Bivínidas. Es hija de Ricardo I de Borgoña (868-921), primer duque de Borgoña y de Adelaida de Borgoña (h. 870-929), condesa de Auxerre. 
Tuvo como hermanos y hermana:
- Raúl (h. 890-936), que fue rey de los francos.
- Hugo (891-952), conde de Outre Saône (923-952) y de Mâcon (927-952), marqués de Provenza (936-952) y duque de Borgoña (938-943).
- Bosón (895-935), abad laico de Saint-Pierre de Moyenmoutier y de Saint-Mont de Remiremont.
- Alix, casada con Reinier (?-931), conde de Henao.

## Matrimonio y descendencia
Ermengarda de Borgoña, ya entonces condesa de Autun (921-h.945), se casó, en 928, con Gilberto de Vergy (h. 890-956), entonces conde de Chalon, de Beaune y de Dijon.
De su unión nacieron:
- Ingeltruda (h. 910-h.960), casada con Roberto, vizconde de Dijon.
- Ingeltruda (h. 915-930);
- Adelaida (928-987), condesa de Chalon y de Beaune, señora de Werre y de Donzy, casada en 949, con Roberto de Vermandois (h. 910-967), conde de Meaux; luego, h. 968, con Lamberto de Chalon (h. 930-979), conde de Chalon y de Autun.
- Liegarda (940-955), casada con Otón de Borgoña (h. 945-965), conde de Auxerre.

## Reinado
Al acceder al trono de Francia su hermano Raúl en el año 923, prefirió conferir el ducado de Borgoña a su antiguo teniente, Gilberto de Chalon, que se convirtió en su cuñado cinco años más tarde, antes que a su propio hermano menor Hugo.
Por su matrimonio con Gilberto de Chalon, en 928, Ermengarda de Borgoña se convirtió en condesa de Chalon, Beaune y de Dijon, así como la tercera duquesa de Borgoña.
En 936, su hermano Hugo y Hugo el Grande (898-856), entonces conde de París, marqués de Neustria y duque de los francos, se enfrentaron a la decisión del rey Raúl y reivindicaron el ducado de Borgoña.
En 938, un tratado firmado en Langres, lo divide en tres partes iguales, respectivamente atribuidas a Gilberto de Chalon, a Hugo de Borgoña llamado "el Negro" y a Hugo "el Grande". Cada beneficiario asumió el título de duque de Borgoña.
Ermengarda de Borgoña se convirtió en duquesa, pero reinó de hecho, con su marido, sobre un territorio reducido, y la mujer de Hugo "el Grande", Hedwige de Sajonia  (922-965), hija de Enrique el Pajarero, emperador del Sacro Imperio, tomó el título ducal. Hugo "el Negro", al no estar casado, no tenía duquesa.
Esta división terminó en el año 943, por decisión de Luis IV "de Ultramar", rey de los francos, que confirió todos los derechos al ducado de Borgoña a Hugo "el Grande" y dio a Hugo "el Negro" y a Gilberto de Chalon, el título de conde principal de Borgoña. Desde entonces estos últimos continuaron gozando de la parte que se les había atribuido, pero como vasallos del duque.
Ermengarda murió alrededor del año 945.

## Títulos
Ermengarda de Borgoña tenía por título condesa de Autun (921-h.945), luego con su matrimonio condesa de Autun (921-h.945), de Chalon, de Beaune y de Dijon (928-h.945), y duquesa de Borgoña (928-943), luego, después de perder el título ducal en 943, condesa principal de Borgoña (943-h.945) 